# 24278 Davidgreen
24278 Davidgreen este un asteroid din centura principală de asteroizi.

## Descriere
24278 Davidgreen este un asteroid din centura principală de asteroizi. A fost descoperit pe 10 decembrie 1999 la Socorro, New Mexico, în cadrul proiectului LINEAR. Asteroidul prezintă o orbită caracterizată de o semiaxă mare de 2,53 ua, o excentricitate de 0,19 și o înclinație de 4,6° în raport cu ecliptica.